# Stazione di Teglio Veneto
La stazione di Teglio Veneto è una fermata che si trova al km 3+901 della ferrovia Casarsa-Portogruaro, a pochi passi dal centro di Cintello, una piccola frazione del comune di Teglio Veneto.

## Storia
La fermata è in esercizio dal 19 agosto 1888, giorno in cui fu aperta ufficialmente la ferrovia Casarsa-Portogruaro.

### La stazione non completata
Leggermente più a nord della storica fermata, all'incirca al chilometro 4+500 della ferrovia Casarsa-Portogruaro era prevista una nuova stazione di Teglio Veneto che però non fu mai completata.
Da questo impianto doveva diramarsi la ferrovia che, attraverso la pianura friulana, avrebbe dovuto raggiungere Bertiolo e da qui diramarsi verso Udine (vedi ferrovia Teglio Veneto-Bertiolo-Udine) e Palmanova-Gorizia (vedi ferrovia Bertiolo-Palmanova-Savogna). Le opere civili per la sede del nuovo impianto furono completate, ad esempio fu costruito il piazzale, mentre quelle relative ai fabbricati furono solo cominciate.
I lavori furono sospesi negli anni sessanta. Successivamente la sede della ferrovia per Bertiolo fu trasformata in una strada. Il piazzale della nuova stazione è tuttora facilmente riconoscibile sul posto e dalle immagini satellitari. La linea tra Teglio e Portogruaro fu oggetto di lavori di raddoppio della sede.

## Strutture e impianti
La stazione è composta da un fabbricato privo di biglietteria e sala d'attesa.
Il piazzale binari è dotato del solo binario di corsa.
La fermata è impresenziata.

## Movimento
La stazione è servita da treni regionali svolti da Trenitalia nell'ambito del contratto di servizio stipulato con le regioni interessate.